# Titaniloricus inexpectatovus
Genre
Espèce
Titaniloricus inexpectatovus est une espèce de loricifères de la famille des Pliciloricidae, la seule du genre Titaniloricus.

## Distribution
Cette espèce a été découverte dans le bassin de l'Angola dans l'océan Atlantique Sud.

## Publication originale
- Gad, 2005 : Giant Higgins-larvae with paedogenetic reproduction from the deep sea of the Angola Basin - evidence for a new life cycle and for abyssal gigantism in Loricifera? Organisms Diversity & Evolution, vol. 5 (Supplement 1) p. 59-75.